# Copa de la Reina de Fútbol 2010
La Copa de la Reina de Fútbol 2010 se disputó entre el 2 de mayo de 2010 y el 5 de junio de 2010. La fase final de la competición se disputará en la localidad vizcaína de Basauri.
El RCD Espanyol revalidó el título conquistado la temporada anterior.  

## Sistema de competición
Con el cambio del sistema de competición de la Superliga la temporada 2009/10, el campeonato de copa también se modifica. En esta edición de la Copa de la Reina participan 14 equipos: los 8 que componen el grupo A de la segunda fase de la Superliga, y los equipos clasificados del primero al tercero de los grupos B y C. Los dos primeros clasificados del grupo A, que se juegan el título de liga, empiezan a competir en cuartos de final. 
Las dos primeras rondas de la competición se jugarán a doble partido. La fase final se disputará en Basauri, a un solo partido y disputando los semifinalistas un partido por el tercer puesto. 

## Octavos de final
En octavos de final participan los equipos clasificados entre el tercero y el octavo en el grupo por el título de la Superliga y los tres primeros clasificados de los otros dos grupos. Los dos finalistas de la Superliga pasan directamente a cuartos de final. El partido de ida se disputa el 2 de mayo y la vuelta el 9 de mayo. 
| Equipo local ida | Resultado | Equipo visitante ida | Ida | Vuelta |
| ---------------- | --------- | -------------------- | --- | ------ |
| Atlético Féminas | 1-2       | Sporting de Huelva   | 1-0 | 0-2    |
| Collerense       | 2-3       | FC Barcelona         | 2-1 | 0-2    |
| AD Torrejón CF   | 2-2       | Real Sociedad        | 0-0 | 2-2    |
| Levante UD       | 7-3       | UE L'Estartit        | 7-0 | 0-3    |
| Athletic Club    | 13-1      | UD Las Palmas        | 7-0 | 6-1    |
| Prainsa Zaragoza | 7-3       | Sevilla FC           | 5-0 | 2-3    |

## Cuartos de final
En esta fase participan los ganadores de los octavos de final y los dos finalistas de la Superliga. El partido de ida se juega el 16 de mayo y la vuelta el 23 de mayo. 
| Equipo local ida | Resultado | Equipo visitante ida | Ida | Vuelta |
| ---------------- | --------- | -------------------- | --- | ------ |
| AD Torrejón CF   | 6-1       | Sporting de Huelva   | 4-0 | 2-1    |
| RCD Espanyol     | 7-3       | Prainsa Zaragoza     | 4-2 | 3-1    |
| FC Barcelona     | 3-0       | Athletic Club        | 1-0 | 2-0    |
| Rayo Vallecano   | 5-1       | Levante UD           | 2-0 | 3-1    |

## Fase final
La fase final se disputa en Basauri entre los días 3 y 5 de junio. 
|  | Semifinales             | Semifinales             |   |              | Final          | Final      |  |
|  | 2 de junio y 3 de junio | 2 de junio y 3 de junio |   |              | 5 de junio     | 5 de junio |  |
|  |                         |                         |   |              |                |            |  |
|  |                         |                         |   |              |                |            |  |
|  | RCD Espanyol            | 1                       |   |              |                |            |  |
|  | FC Barcelona            | 0                       |   |              |                |            |  |
|  |                         |                         |   |              |                |            |  |
|  |                         |                         |   |              |                |            |  |
|  |                         |                         |   |              | RCD Espanyol   | 3          |  |
|  |                         | Rayo Vallecano          | 1 |              |                |            |  |
|  |                         |                         |   |              |                |            |  |
|  |                         |                         |   |              |                |            |  |
|  |                         |                         |   |              | Tercer lugar   |            |  |
|  |                         |                         |   |              |                |            |  |
|  | AD Torrejón CF          | 0                       |   | FC Barcelona | 3              |            |  |
|  | Rayo Vallecano          | 3                       |   |              | AD Torrejón CF | 0          |  |

## Semifinales
| 2 de junio de 2010, 18:30 (CET) | RCD Espanyol | 1:0 (0:0) | FC Barcelona | Polideportivo de Artunduaga, Basauri                         |                                                              |
|                                 | Mery 70'     | Reporte   |              | Asistencia: 500 espectadores Árbitro(s): Zarrabeitia Arrieta | Asistencia: 500 espectadores Árbitro(s): Zarrabeitia Arrieta |

| 3 de junio de 2010, 18:30 (CET) | AD Torrejón CF | 0:3 (0:1) | Rayo Vallecano                | Polideportivo de Artunduaga, Basauri                   |                                                        |
|                                 |                | Reporte   | Soni 29' · Natalia 75' 90'+3' | Asistencia: 300 espectadores Árbitro(s): Piñeiro Muñoz | Asistencia: 300 espectadores Árbitro(s): Piñeiro Muñoz |

## Tercer puesto
| 4 de junio de 2010, 18:30 (CET) | FC Barcelona                    | 3:0 (0:0) | AD Torrejón CF | Polideportivo de Artunduaga, Basauri                     |                                                          |
|                                 | Ani 49' · Silvia 88' · Cubí 92' | Reporte   |                | Asistencia: 300 espectadores Árbitro(s): Istúriz Latorre | Asistencia: 300 espectadores Árbitro(s): Istúriz Latorre |

## Final
| 5 de junio de 2010, 11:30 (CET) | RCD Espanyol                           | 3:1 (2:0) | Rayo Vallecano | Polideportivo de Artunduaga, Basauri |                             |
|                                 | Ane 7' · Mery 31' · Marta Torrejón 63' | Reporte   | Natalia 49'    | Árbitro(s): Istúriz Latorre          | Árbitro(s): Istúriz Latorre |

| Bandera de Cataluña     |
| RCD Espanyol 5.º título |